# Мазанько, Анастасия Спиридоновна
Анастасия Спиридоновна Мазанько (укр.  Анастасія Свиридівна Мазанько; 1916 год, село Панивановка, Хорольский уезд, Полтавская губерния — 12 мая 1985 год, село Панивановка, Семёновский район, Полтавская область, Украина) — колхозница, свинарка колхоза «Красный партизан» Хорольского района  Полтавской области, Украинская ССР. Герой Социалистического Труда (1949).

## Биография
Родилась в 1916 года в крестьянской семье в селе Панивановка Хорольского уезда. В раннем детстве осиротела. В 14-летнем возрасте вступила в колхоз «Коллективист», в котором работала свинаркой. В 1943 году после освобождения Полтавской области от немецких захватчиков устроилась свинаркой в колхоз «Красный партизан» Хорольского района.
В 1948 году вырастила в среднем по 28 поросят от 7 свиноматок, за что в 1949 году была удостоена звания Героя Социалистического Труда «за получение высокой продуктивности животноводства в 1948 году при выполнении колхозом обязательных поставок сельскохозяйственной продукции и плана развития животноводства по всем видам скота».
В 1950 году назначена заведующей свинофермой колхоза «Путь к коммунизму». В 1954 году участвовала во всесоюзной выставке ВДНХ.
В 1971 вышла на пенсию. Проживала в родном селе, где скончалась в 1985 году.

## Награды
- Герой Социалистического Труда — указом Президиума Верховного Совета СССР от 24 июня 1949 года
- Орден Ленина
- Медаль «За доблестный труд в Великой Отечественной войне 1941—1945 гг.»